# Felip de Hessen-Philippsthal
Felip de Hessen-Philipsthal (en alemany Philip von Hessen-Philippsthal) va néixer a Kassel el 14 de desembre de 1655 i va morir a Aquisgrà el 18 de juny de 1721. Era fill de Guillem VI de Hessen-Kassel (1629-1663) i de la princesa Hedwig Sofia de Brandenburg (1623-1683).
Felip va ser el primer landgravi de Hessen-Philippsthal i el fundador de la cinquena branca de la Casa de Hessen, actualment representada pel príncep Guillem de Hessen-Philippsthal (1933-). Inicialment, era un títol sense domini propi, dotar per testament del seu pare amb una pensió, però per herència de la seva mare v optenir el domini de Barchfeld Erbvogtei. I el 1678, va rebre del seu germà Carles la propietat de Herleshausen.
El 1683, Felip va participar en la Batalla de Kahlenberg. La residència permanent que li havia estat assignada era l'antic convent de Kreuzberg, sobre el riu Werra, on el 1685 es va construir el Palau de Philippsthal.

## Matrimoni i fills
El 1680, es va casar amb Caterina Amàlia de Solms-Laubach (1654-1736), filla del comte Carles Otó de Solms-Laubach (1633-1676) i d'Amona Elisabet de Bentheim-Steinfurt (1623-1701). El matrimoni va tenir vuit fills:
- Guillemina (1681-1699)

- Carles (1682-1770), landgravi de Hessen-Philippsthal, casat amb Caterina Cristina de Saxònia-Eisenach (1699-1743).
- Amàlia (1684-1754)
- Amona (1685-1686)
- Felip (1686-1717), casat amb Maria de Limburg (1689-1759.
- Enriqueta(1688-1761)
- Guillem (1692-1761), landgravi de Hessen-Philippsthal-Barchfeld, casat amb la princesa Carlota d'Anhalt-Bernburg (1704-1766).
- Sofia (1695-1728), casada amb el duc Pere August de Schleswig-Holstein-Sonderburg-Beck (1696-1775).